# 이정문 (축구 선수)
이정문(1998년 3월 18일 ~ )은 대한민국의 축구 선수이며 포지션은 센터백, 공격수다.

## 유소년 시절
서울에서 태어난 이정문은 초등학교 시절 전학만 무려 2번했으며, 중학교는 울산의 현대중학교로 진학했다가 중간에 대전 시티즌의 유소년 산하 학교인 유성중학교로 또다시 전학을 갔으며, 대전의 유소년 산하 학교인 충남기계공업고등학교에 진학하였으며, 충남기계공업고등학교에서는 2학년 후반기부터 주장을 맡았고, 그 해 K리그 주니어 후기리그 10경기에 출전해 팀 내 최다 득점인 5골을 성공시켰다.
고등학교 졸업 후 대전 시티즌의 우선 지명을 받고 연세대학교로 진학했다.

## 클럽 경력
2019시즌을 앞두고 대전 시티즌에 입단하며 프로 무대에 입문하였다.
2021시즌을 앞두고 임덕근과 트레이드되면서 제주 유나이티드에 입단했다.
2022년 7월 1일 K리그2의 서울 이랜드 FC로 이적했다. 2024년 2월 4일, 계약해지로 팀을 떠났다.

## 국가대표팀 경력
2016년 6월 3일, 잉글랜드 U-18 대표팀과의 친선전에 출전하여 국가대표 데뷔전을 치렀으며, 이후 2016 카타르 4개국 친선대회와 수원 컨티넨탈컵 대표팀에 연달아 승선하였으며, 2017년 FIFA U-20 월드컵 본선 멤버에 포함되었다.